# Evangelische Kirche Altenhain (Laubach)

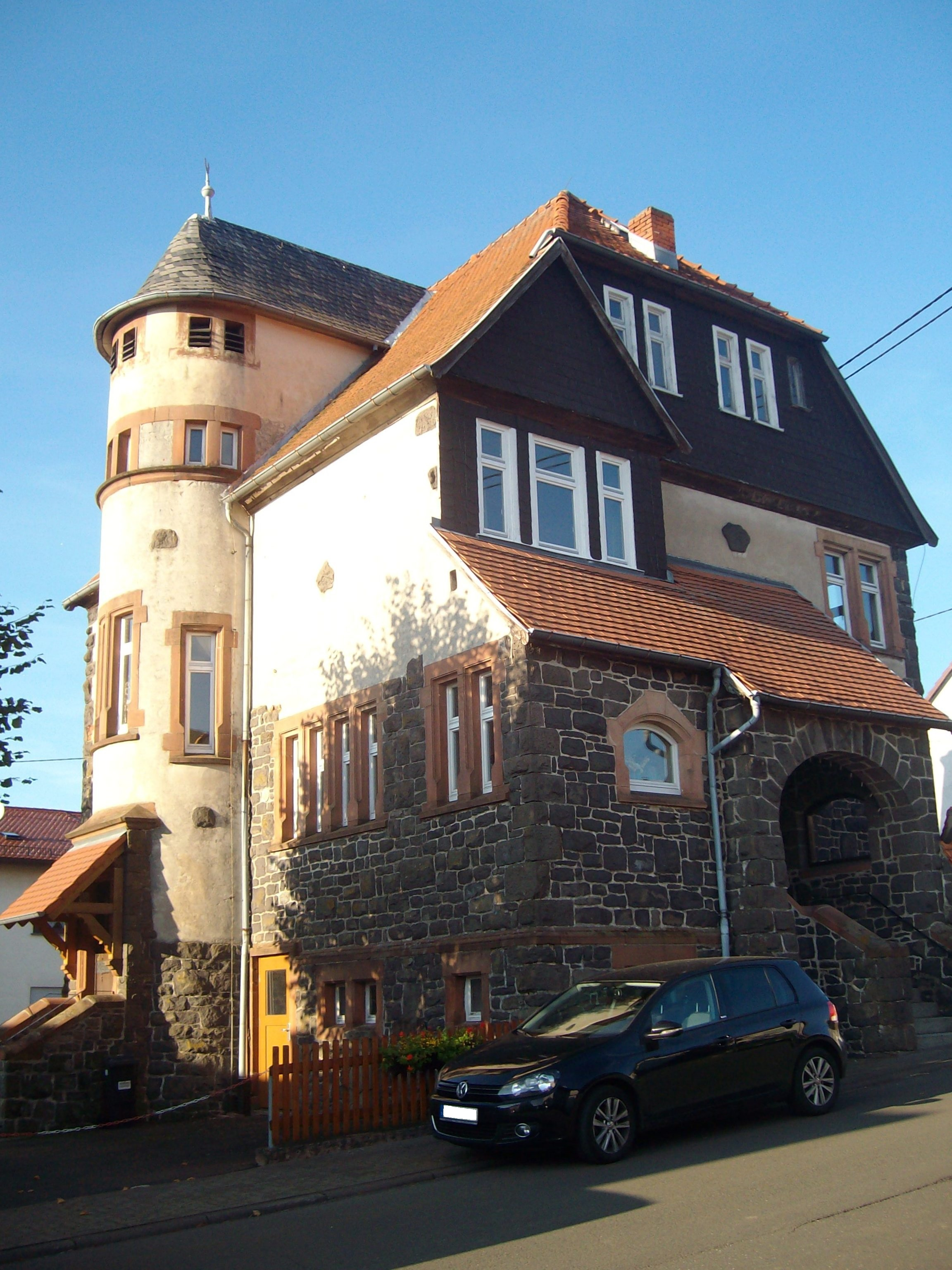
Kirche von Südwesten

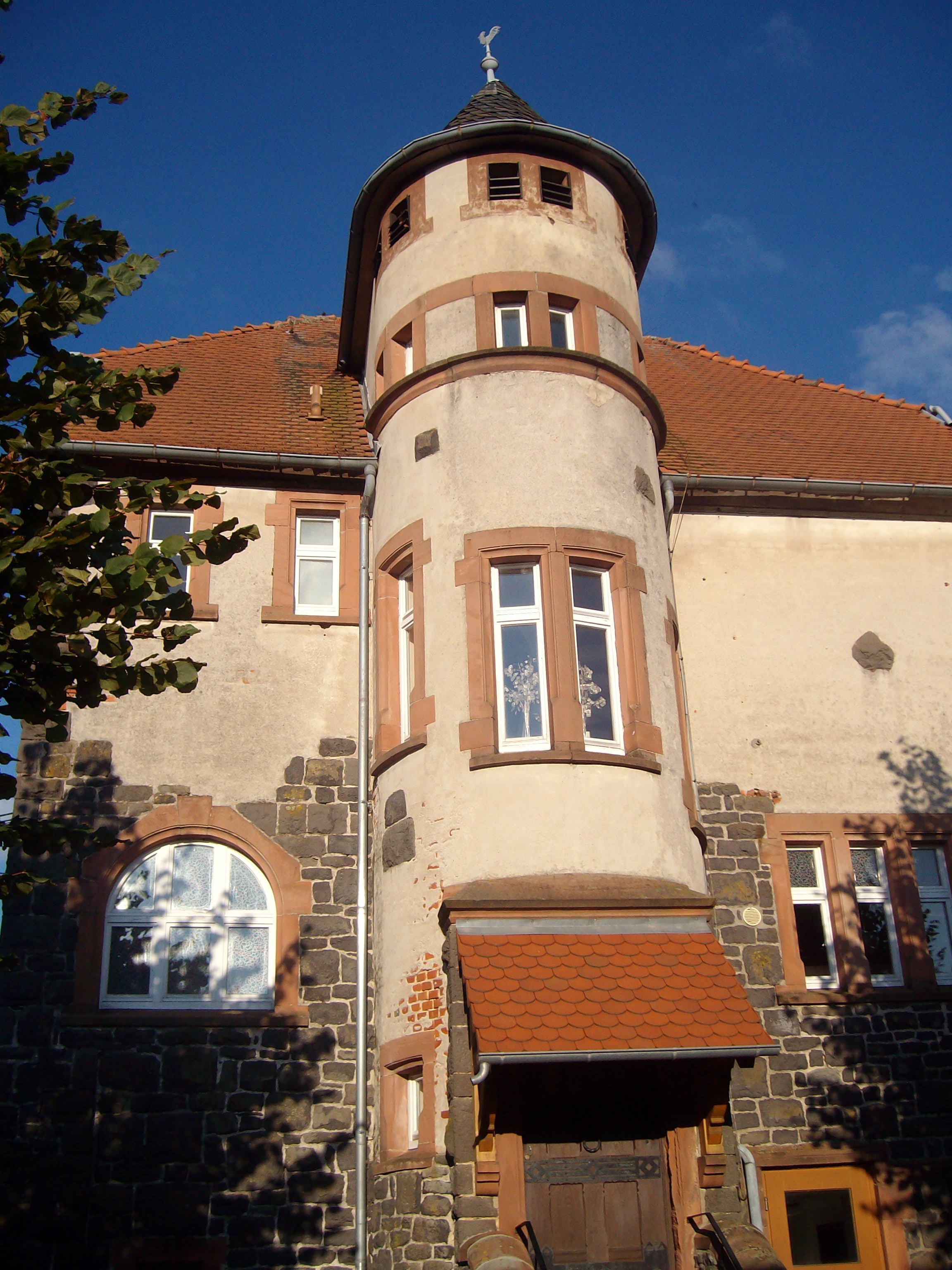
Treppenturm an der Westseite

Die Evangelische Kirche in Altenhain, einem Stadtteil von Laubach im hessischen Landkreis Gießen, ist ein ehemaliges Schulgebäude aus den Jahren 1905/1906 im Stil des historistischen Burgenbaus. Das hessische Kulturdenkmal wird durch eine reich gestaltete Ostseite mit offener Vorhalle zur Straße hin und durch den eingebundenen Treppen- und Glockenturm an der Südseite geprägt.
Die Kirchengemeinde Sellnrod/Altenhain gehört zum Dekanat Gießener Land in der Propstei Oberhessen der Evangelischen Kirche in Hessen und Nassau.

## Geschichte
Im Mittelalter gehörte Altenhain zum Kirchspiel Bobenhausen II. Im Jahr 1709 wurde Altenhain Filial von Sellnrod.
Ende des 17. Jahrhunderts wurde Altenhainer Bürgern gestattet, in den Wintermonaten als Hilfskräfte („Winterlehrer“) eingesetzt zu werden. Als ein Ortsbewohner im Jahr 1720 ganzjährig als Lehrer eingestellt wurde, führte der Hauptlehrer aus Bobenhausen vereinzelt Lesegottesdienste durch. Zu Beginn des 19. Jahrhunderts wurden gottesdienstliche Kasualien in einer Scheune abgehalten. Altenhain erhielt 1810 einen eigenen Lehrer, der mit dem Bau einer neuen Schule beauftragt wurde. Der Kombinationsbau aus Fachwerk mit Satteldach bestand 1811 zunächst aus zwei Räumen, der „Betstube“ mit einer Empore und dem Schulsaal. Der Lehrer hatte eine Dachkammer unter dem Giebel. Der kleine Dachreiter beherbergte eine Glocke. Einige Jahre später wurde ein Schulsaal angebaut und der alte in die Lehrerwohnung umgestaltet. Unter dem neuen Saal erhielt der Lehrer einen Viehstall. Um 1850 wurde zusätzlicher Raum durch zwei Zwerchgiebel geschaffen. 1951 wurde der Emporenaufgang nach innen verlegt und der Eingangsbereich vergrößert.
Die alte Kapelle wurde 1976 entwidmet und 1980 abgebrochen und im Hessenpark eingelagert. Die alte Schule wurde 1969 aufgelöst und das Gebäude von der evangelischen Kirche übernommen. Gottesdienste werden seit 1975 in der alten Schule abgehalten, nachdem das leer stehende Gebäude vorher entsprechend umgebaut wurde.

## Architektur

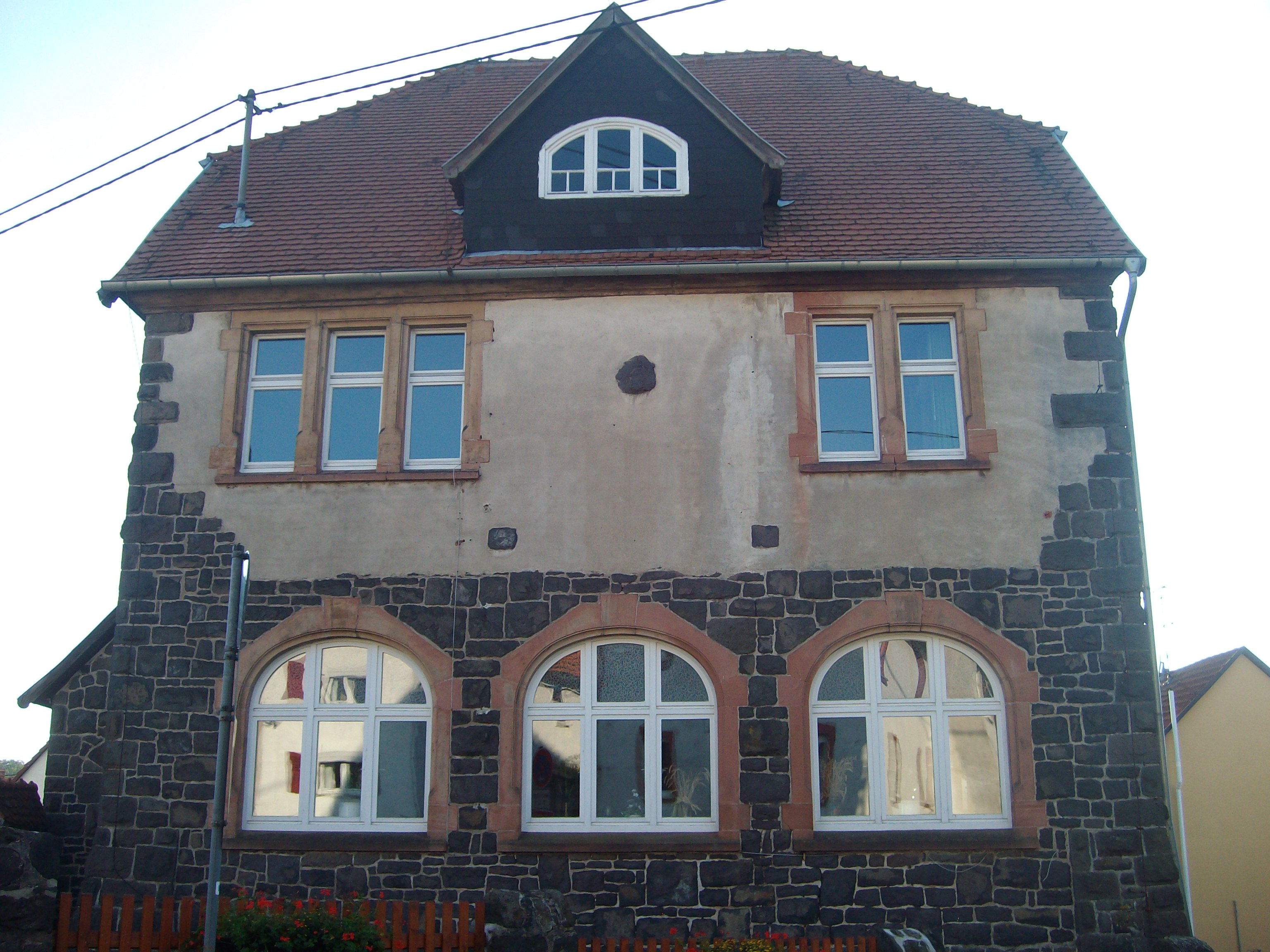
Ostseite der Kirche

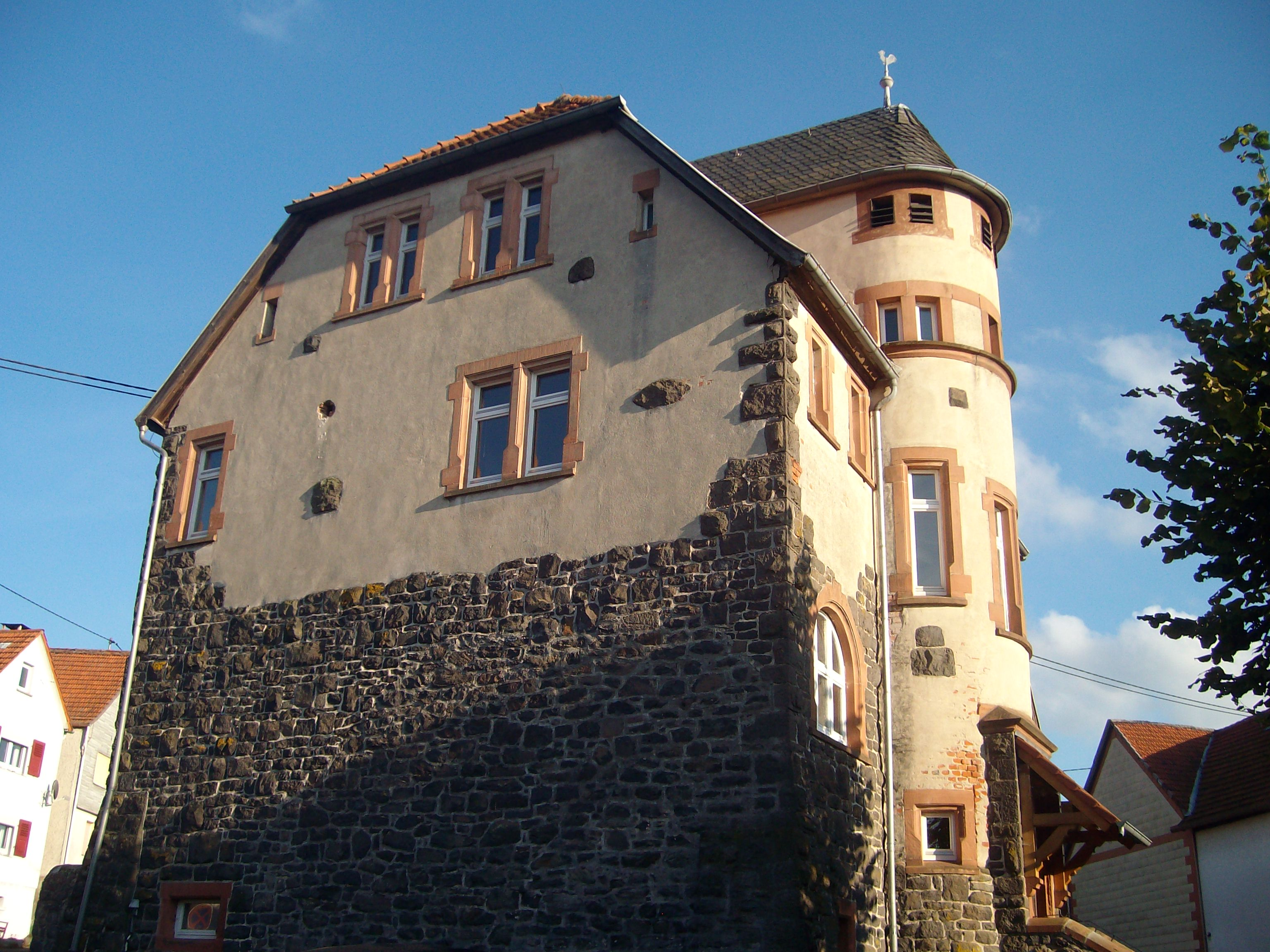
Nordseite Kirche

Der zweigeschossige Bau mit Kellergeschoss in Hanglage ist im Dorfzentrum errichtet. Das Walmdach hat an der Nordseite einen Zwerchgiebel. Verschiedenartige Baumaterialien kommen in dem komplexen Gebäude zum Einsatz. Die Sockel und das untere Geschoss sind aus rustizierendem Bruchsteinmauerwerk aus Basalt aufgemauert. Alle Fenster haben Umrahmungen aus rotem Sandstein. Das Obergeschoss ist verputzt und hat unregelmäßige Eckquaderung und vereinzelt hervortretende Basaltsteine. Die Giebel sind verschiefert.
Die östliche Straßenseite ist aufwändig gestaltet. Mittig ist eine offene Eingangshalle mit großem Korbbogen und einem Stichbogenfenster nach Norden unter einem Pultdach vorgebaut. Südlich führt eine rundbogige Eingangstür aus Glas in den Eingangsbereich, der an der Ostseite ein Stichbogenfenster hat. Nördlich schließt sich ein rundbogiger Torbogen an. An der dahinter liegenden Außenmauer ist eine Gedenkplatte eingelassen, die an den Umbau erinnert: „Erbaut von der Gemeinde Altenhain im Jahre 1905-06“. Der Giebelseite ist südlich über dem Pultdach ein Dreiecksgiebel vorgebaut, darunter drei Rechteckfenster.
Die Südseite wird durch den halbrunden Treppen- und Glockenturm geprägt, der mittig in das Gebäude eingebunden ist. Nur im untersten Bereich weist er Basalt auf und ist ansonsten verputzt. Eine Treppe aus rotem Sandstein führt zur eisenbeschlagenen rechteckigen Eingangstür unter einem Vordach. Der Treppenturm wird in der Mitte von einem Rechteckfenster nach Osten, einem Zwillingsfenster nach Süden und einem weiteren Rechteckfenster nach Westen belichtet, die mit dem Treppenverlauf ansteigen. Über dem Gesims in Traufhöhe des Walmdachs sind nach den drei Seiten drei kleine rechteckige Zwillingsfenster unter einem umlaufenden Sandsteinband eingelassen, darüber die rechteckigen Schalllöcher der Glockenstube. Der Turm beherbergt zwei kleine Glocken der Firma Rincker, eine kleine schlichte Glocke mit der Inschrift „A.D. 1972“ und eine größere mit Blumenfries und der Inschrift „Gott allein die Ehre“. Das Satteldach wird von einem Wetterhahn bekrönt. Es erreicht dieselbe Höhe wie das Walmdach und wird an dieses angeschlossen. Die östliche Südseite hat im Untergeschoss mit den Kellerräumen kleine quadratische Fenster unter einem profilierten Sandsteingesims und eine schlichte rechteckige Tür, im mittleren Geschoss sechs rechteckige Fenster. An der Außenwand sind drei barocke Grabsteine des 18. Jahrhunderts aufgestellt. Die westliche Südseite hat in der Mitte ein breites dreiteiliges Rundbogenfenster und unter der Traufe zwei kleine Rechteckfenster.
An der Westseite sind unter dem Schopfwalm zwei kleine rechteckige Zwillingsfenster und darunter ein etwas größeres rechteckiges Zwillingsfenster und ein einzelnes Rechteckfenster eingelassen. Die Nordseite hat unten drei breite Rundbogenfenster mit keilförmigen Schlusssteinen und oben ein rechteckiges Zwillings- und ein rechteckiges Drillingsfenster.

## Ausstattung

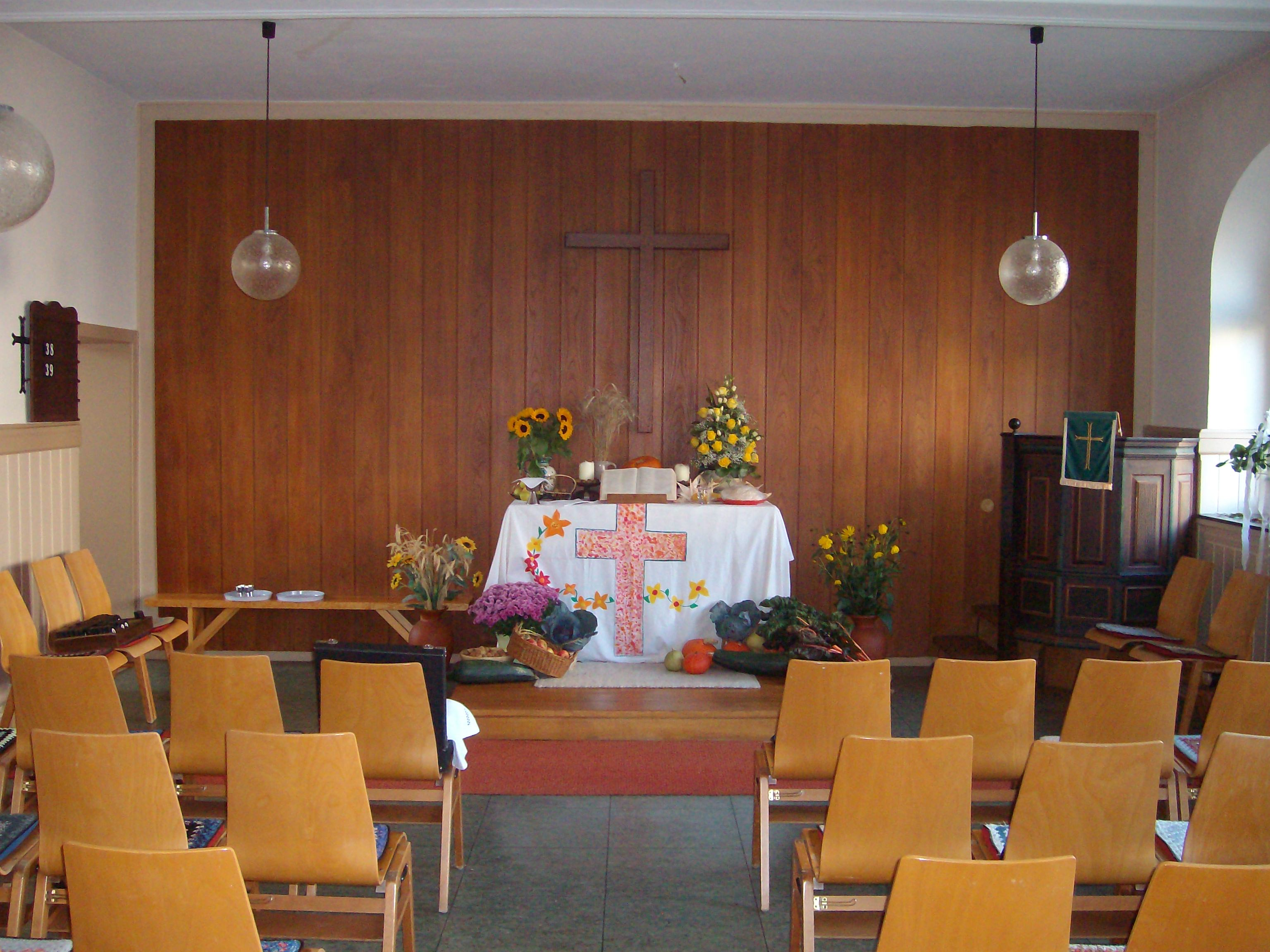
Gottesdienstsaal

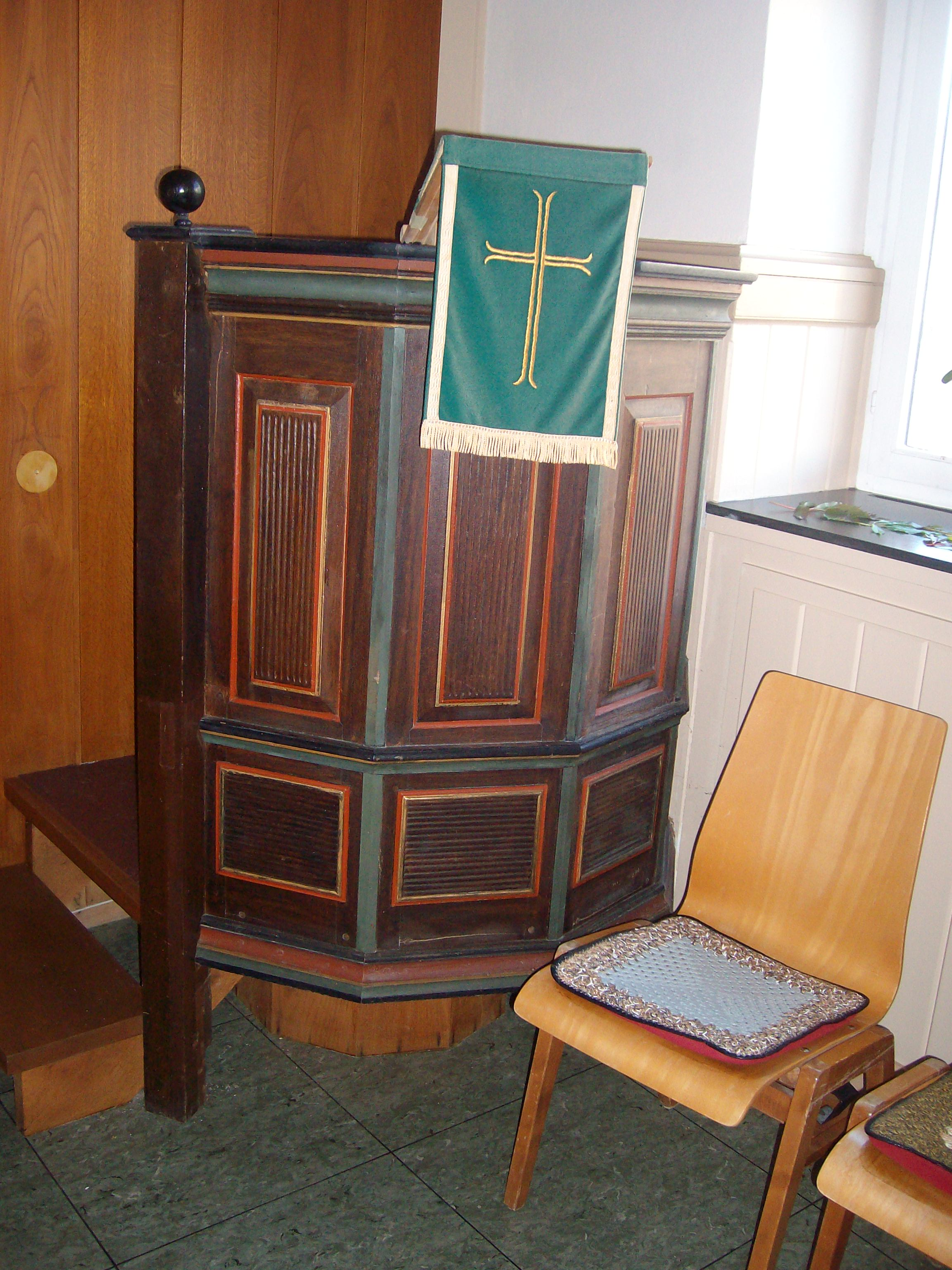
Kanzel aus der Vorgängerkirche

Der Gottesdienstsaal im mittleren Geschoss ist schlicht ausgestattet und hat hölzerne Einzelstühle. Auf einem Podest steht ein Altartisch vor einer holzverkleideten Wand, an der mittig ein einfaches Holzkreuz angebracht ist. Ältestes Inventarstück ist die Kanzel, die aus der alten Kirche übernommen wurde. Von ihr ist noch der polygonale Kanzelkorb erhalten, der in zwei Ebenen kassettierte Füllungen aufweist. Eine Elektronenorgel dient zur Begleitung des Gemeindegesangs. Die ehemalige Lehrerwohnung im Obergeschoss wird ebenfalls für gemeindliche Zwecke genutzt.